# 何党生
何党生（1972年11月—），男性，汉族，江西省万年县人，江西省委党校研究生学历。1996年5月加入中国共产党，1997年9月参加工作。中华人民共和国政治人物。

## 生平
何党生1997年毕业于江西农业大学，毕业后历任江西省上饶市波阳县謝家灘鎮镇长助理，镇党委委员、党委副书记、枧田街乡党委副书记、乡长，2003年改任中共波（鄱）阳县党委组织部副部长、县政府副县长。
2011年，改任中共玉山县委常委、组织部长，后任中共广丰县委副书记。2016年，升任中共上饶县委委员、常委、副书记，县人民政府县长。
2019年，出任中共上饶市广信区委副书记、区长。在任期间因在脱贫攻坚战中作出突出贡献，2021年2月25日全国脱贫攻坚总结表彰大会上，何党生被授予“全国脱贫攻坚先进个人”荣誉称号。
2021年，升任中共上饶市广信区委书记。